# Cabreira
Cabreira is een plaats (freguesia) in de Portugese gemeente Almeida en telt 77 inwoners (2001).

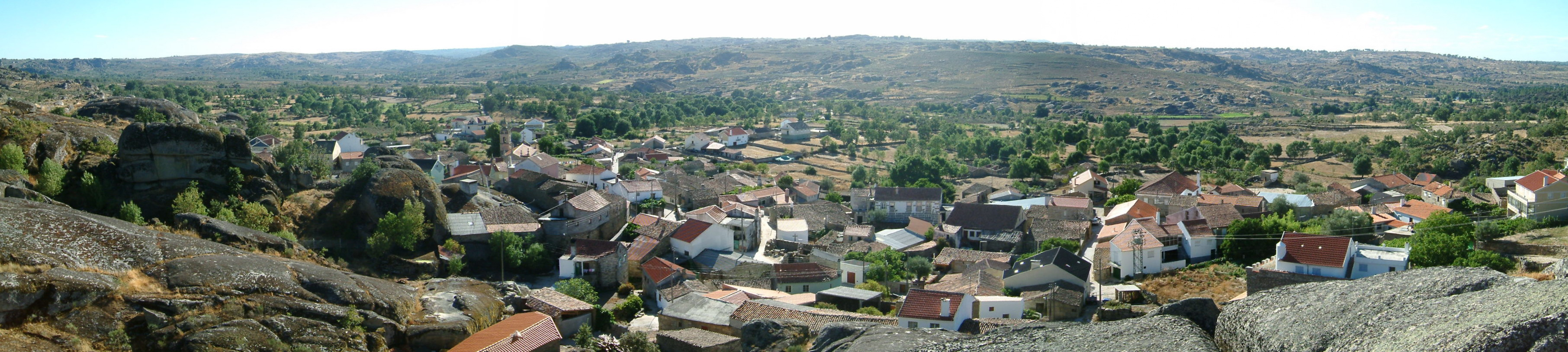
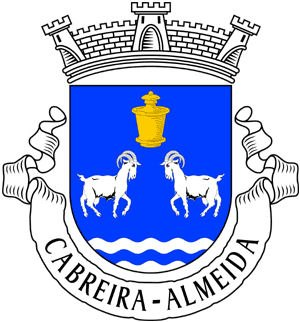
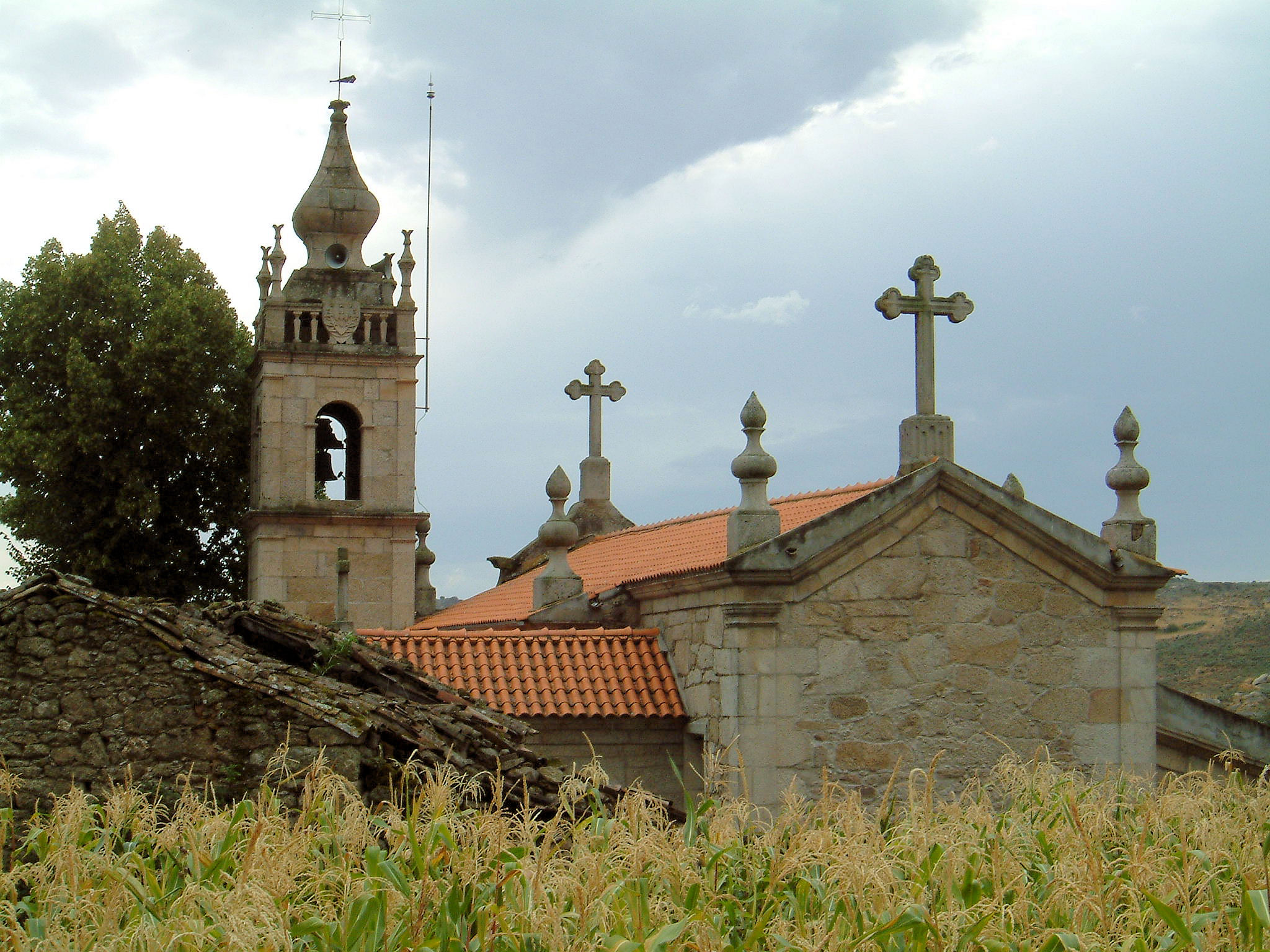